# Чачвина
Чачвина (хорв. Čačvina) — населений пункт у Хорватії, в Сплітсько-Далматинській жупанії у складі міста Триль.

## Населення
Населення за даними перепису 2011 року становило 93 осіб.
Динаміка чисельності населення поселення:

## Клімат
Середня річна температура становить 12,34 °C, середня максимальна – 26,53 °C, а середня мінімальна – -2,53 °C. Середня річна кількість опадів – 916 мм.
| Клімат поселення                              | Клімат поселення | Клімат поселення | Клімат поселення | Клімат поселення | Клімат поселення | Клімат поселення | Клімат поселення | Клімат поселення | Клімат поселення | Клімат поселення | Клімат поселення | Клімат поселення | Клімат поселення |
| Показник                                      | Січ.             | Лют.             | Бер.             | Квіт.            | Трав.            | Черв.            | Лип.             | Серп.            | Вер.             | Жовт.            | Лист.            | Груд.            |                  |
| Середній максимум, °C                         | 9,20             | 10,14            | 13,32            | 17,00            | 21,48            | 25,35            | 26,53            | 26,50            | 21,94            | 17,46            | 12,19            | 9,39             |                  |
| Середня температура, °C                       | 3,34             | 4,26             | 7,45             | 11,15            | 15,61            | 19,48            | 22,00            | 21,96            | 17,40            | 12,92            | 7,65             | 4,86             |                  |
| Середній мінімум, °C                          | −2,53            | −1,58            | 1,59             | 5,29             | 9,76             | 13,64            | 17,46            | 17,42            | 12,87            | 8,39             | 3,12             | 0,32             |                  |
| Норма опадів, мм                              | 77               | 67               | 71               | 78               | 62               | 62               | 42               | 56               | 79               | 102              | 119              | 101              |                  |
| Середньомісячна швидкість вітру, м/с          | 2.47             | 2.80             | 2.94             | 2.76             | 2.46             | 2.19             | 2.20             | 2.06             | 2.27             | 2.36             | 2.80             | 2.82             |                  |
| Середньомісячна сонячна радіація, кДж/м²·день | 5496             | 8242             | 11924            | 16167            | 20067            | 22683            | 24487            | 21510            | 15992            | 10433            | 5983             | 4671             |                  |
| --------------------------------------------- | ---------------- | ---------------- | ---------------- | ---------------- | ---------------- | ---------------- | ---------------- | ---------------- | ---------------- | ---------------- | ---------------- | ---------------- | ---------------- |
| Джерело:                                      |                  |                  |                  |                  |                  |                  |                  |                  |                  |                  |                  |                  |                  |